# Кечекян Степан Федорович
Кечекян Степан Федорович (25 березня 1890, Ростов-на-Дону — 26 червня 1967, Москва) — російський правознавець, доктор юридичних наук з 1939, професор, заслужений діяч науки РРФСР.

У листопаді 1911 закінчив юридичний факультет Московського університету. Залишений при університеті на кафедрі енциклопедії права і історії філософії права.

У квітні 1915 року, після здачі іспиту на ступінь магістра міжнародного права, став приват-доцентом університету; крім того, викладав в народному університеті Нижнього Новгорода.

У 1918—1919 роках — професор і декан факультету суспільних наук Саратовського університету, в 1920—1921 роках, після переїзду до рідного міста, — професор Донського університету і Донського інституту народного господарства.
У 1922 році повернувся до Москви і став викладати в Пречистенському практичному інституті і Державному інституті слова. У 1928 році виїхав до Баку. Один з організаторів юридичного факультету Азербайджанського університету, в якому був обраний професором по кафедрі міжнародного права; опублікував ряд робіт по міжнародному праву. Професор Інституту радянського будівництва і права при ЦВК Азербайджанської РСР (1930—1931.
У 1931 році вчений остаточно повернувся в Москву і з цього часу його діяльність пов'язана зі столичними вузами і науковими установами.